# Международное агентство по атомной энергии
Международное агентство по атомной энергии (сокр. МАГАТЭ; англ. International Atomic Energy Agency, сокр. IAEA) — международная организация, входящая в систему ООН, осуществляет полномочия развития сотрудничества в сфере мирного использования атомной энергии. Основана в 1957 году. Штаб-квартира расположена в Вене (Австрия) — Венский международный центр.

## Функции и цели
МАГАТЭ — независимая международная организация системы ООН, а с появлением Договора о нераспространении ядерного оружия (ДНЯО) его работа приобрела особое значение, поскольку ДНЯО сделал обязательным для каждого государства-участника заключить с МАГАТЭ соглашение о гарантиях.
Цель работы Агентства в стране — констатировать, что работы в мирной ядерной области не переключаются на военные цели. Государство, подписывая такое соглашение, гарантирует, что не проводит исследований военной направленности, поэтому этот документ и называется соглашением о гарантиях. При этом МАГАТЭ — орган сугубо технический. Оно не может давать политическую оценку деятельности того или иного государства. МАГАТЭ не вправе строить догадки — Агентство работает только с наличными фактами, основывая свои выводы исключительно на осязаемом результате инспекций. Система гарантий МАГАТЭ не может физически воспрепятствовать переключению ядерного материала с мирных целей на военные, а только позволяет обнаружить переключение находящегося под гарантиями материала или использование не по назначению поставленной под гарантии установки и инициировать рассмотрение таких фактов в ООН. При этом выводы Агентства отличаются крайней осторожностью и корректностью.
В функции Агентства входит:
- поощрение исследований и разработок по мирному использованию атомной энергии;
- поощрение обмена научными достижениями и методами;
- формирование и применение системы гарантий того, что гражданские ядерные программы и разработки не будут использоваться в военных целях;
- разработка, установление и адаптация норм в области здравоохранения и безопасности[5].

## Создание

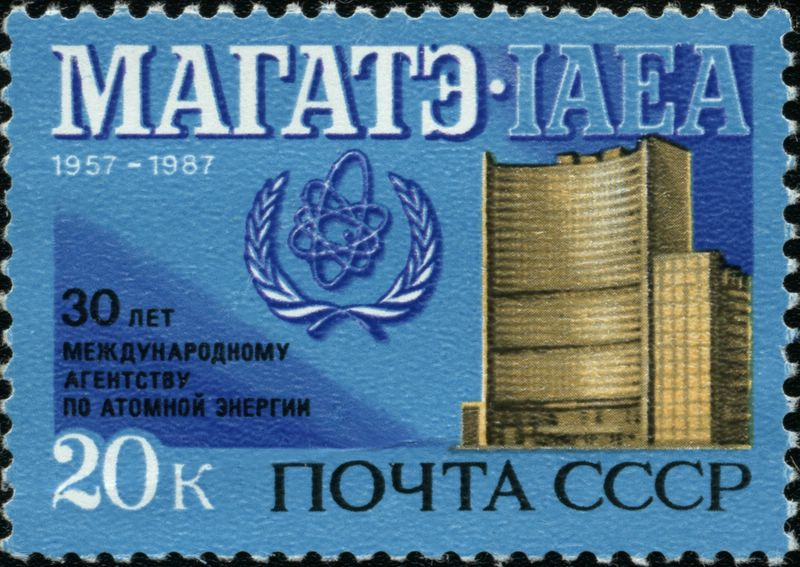
Почтовая марка СССР, посвященная 30-летию со дня основания МАГАТЭ

МАГАТЭ создано в 1957 году в соответствии с решением ООН от 4 декабря 1954 года, входит в систему ООН, с которой связано специальным соглашением; ежегодно представляет доклад о своей деятельности Генеральной Ассамблее ООН и, при необходимости, — Совету Безопасности ООН.
Устав МАГАТЭ был утверждён на учредительной конференции в Нью-Йорке 26 октября 1956 года и вступил в силу 29 июля 1957 года.

## Деятельность
МАГАТЭ созывает международные научные форумы для обсуждения вопросов развития атомной энергетики, направляет в различные страны специалистов для помощи в исследовательской работе, оказывает посреднические межгосударственные услуги по передаче ядерного оборудования и материалов, исполняет контрольные функции и, в частности, наблюдает за тем, чтобы помощь, предоставляемая непосредственно агентством или при его содействии, не была использована для каких-либо военных целей.
Большое внимание в деятельности МАГАТЭ уделяется вопросам обеспечения безопасности ядерной энергетики, особенно после аварии на Чернобыльской АЭС в 1986 году.
В 2003 году при участии МАГАТЭ в образовательных целях был создан Всемирный ядерный университет.

### МАГАТЭ и нераспространение ядерного оружия
Важнейшее направление деятельности МАГАТЭ — обеспечение нераспространения ядерного оружия. По Договору о нераспространении ядерного оружия (ДНЯО) на МАГАТЭ возложена проверка выполнения обязательств его участников. Контрольные функции Агентства — так называемые гарантии МАГАТЭ — имеют цель не допустить в странах, не обладающих ядерным оружием, переключения атомной энергии с мирного применения на создание ядерного оружия.
С заключением ДНЯО его участники, не обладающие ядерным оружием, обязались заключить с Агентством соглашения, которые предусматривают осуществление контроля МАГАТЭ в отношении всей их мирной ядерной деятельности.
Департамент гарантий, созданный в рамках Секретариата МАГАТЭ, обеспечивает контроль за ядерными установками и материалами путём изучения соответствующих учётных документов, проверки работы операторов на ядерных установках, проведения выборочных измерений в «ключевых точках» установок. В этих целях широко практикуется направление инспекторов на места.

### Средства анализа и оценки безопасности
В разные годы МАГАТЭ разработало следующие средства анализа и оценки безопасности:
- Система отчётов по инцидентам на АЭС (англ. IRS, сокр. Incident Report System). Эта система включает в себя сбор, систематизацию и анализ аварий и инцидентов, имевших место на ядерных установках стран-членов МАГАТЭ.
- Международная шкала ядерных событий (англ. INES, сокр. International Nuclear Event Scale). Данная шкала включает в себя 7 уровней (а также нулевой) классификации событий и позволяет оценить степень их важности с точки зрения ядерной безопасности.
- Группа анализа эксплуатационной безопасности (англ. OSART, сокр. Operating Safety Analysis Review Team). Миссии OSART имеют целью повысить эксплуатационную безопасность АЭС за счёт обмена опытом эксплуатации, накопленным в мире. Эта группа включает в свой состав экспертов и специалистов в области атомной энергии стран-членов МАГАТЭ, использующих Руководства OSART для проведения оценки. Такие миссии проходят на различных АЭС мира, продолжаются обычно 3 недели, и на основании проведённой оценки разрабатывается отчёт, содержащий описание положительной практики эксплуатации (признаваемой таким образом на международном уровне), а также предложения и рекомендации.
- Группа анализа событий, важных с точки зрения безопасности (англ. ASSET, сокр. Assessment of Safety Significative Event Team). Это международная группа экспертов, которая выявляет коренные причины важных с точки зрения безопасности событий, выбранных эксплуатирующей организацией и национальными органами надзора за безопасностью, а также предлагает корректирующие меры по этим событиям[5].

### Руководства и рекомендательная нормативная документация
МАГАТЭ разрабатывает также руководства и рекомендательную нормативную документацию:
- Нормы по ядерной безопасности (англ. NUSS, сокр. Nuclear Safety Standards). Эти нормы касаются правительственных структур, обеспечивающих эксплуатацию и надзор за безопасностью АЭС, а также выбор площадок под строительство АЭС, проектирование, строительство и обеспечение качества. Эти нормы разработаны рабочими группами, состоящими из экспертов разных стран-членов МАГАТЭ. Нормы носят рекомендательный характер, поскольку Агентство не вправе навязывать то, что находится в ведении национальных органов, тем не менее национальные нормы большинства стран мира содержат предписания, эквивалентные нормам NUSS.
- Международная консультативная группа по ядерной безопасности (англ. INSAG, сокр. International Nuclear Safety Advisory Group). Эта группа советников при Генеральном Директоре МАГАТЭ выпустила ряд отчётов[9]:
  - INSAG-1 — первый отчёт INSAG, который был написан в августе 1986 года, после аварии на Чернобыльской АЭС. В этом отчёте в качестве основных причин аварии указывались многочисленные нарушения инструкций и ошибки персонала наряду с несоблюдением культуры безопасности.
  - INSAG-3 — «Основные принципы безопасности для атомных станций», 1988 год.
  - INSAG-4 — документ, определяющий суть культуры безопасности, 1991 год.
  - INSAG-7[10] — отчёт, посвящённый уточнению причин чернобыльской аварии. В частности, в нём подчёркивается, что конструктивные недостатки реактора и органов СУЗ способствовали совершению ошибок персоналом, 1992 год[5].

## Состав и организационная структура
По состоянию на 15 ноября 2024 года в МАГАТЭ входит 180 государств
Руководящие органы — созываемая ежегодно Генеральная конференция всех стран-членов, Совет управляющих из 35 государств, руководящий практической деятельностью Агентства, и Секретариат, осуществляющий текущую работу (возглавляется Генеральным директором).
Штаб-квартира МАГАТЭ расположена в Венском международном центре. Кроме того, МАГАТЭ содержит региональные отделения в Канаде, Женеве, Нью-Йорке и Токио, лаборатории в Австрии и Монако и исследовательский центр в Триесте (Италия), которым управляет ЮНЕСКО.

## Генеральные директора МАГАТЭ
| Генеральный директор | Гражданство | Период                          |
| -------------------- | ----------- | ------------------------------- |
| В. Стерлинг Коул     | США         | 7 октября 1957 — 6 октября 1961 |
| Сигвард Эклунд       | Швеция      | 6 октября 1961 — 30 ноября 1981 |
| Ханс Бликс           | Швеция      | 1 декабря 1981 — 30 ноября 1997 |
| Мохаммед эль-Барадеи | Египет      | 1 декабря 1997 — 1 декабря 2009 |
| Юкия Амано           | Япония      | 1 декабря 2009 — 18 июля 2019   |
| Корнел Феруцэ врио   | Румыния     | 25 июля — 3 декабря 2019        |
| Рафаэль Гросси       | Аргентина   | 3 декабря 2019 — н.в.           |

## Нобелевская премия мира
7 октября 2005 Нобелевский комитет объявил о присуждении Нобелевской премии мира Международному агентству по атомной энергии и его руководителю в лице Генерального директора — Мохаммеду эль-Барадеи. Ритуал вручения премии, размер которой — 10 миллионов шведских крон, состоялся 10 декабря 2005 года в норвежской столице.